# Маслени бои
Маслени бои е общо понятие за бои, при които пигментите са разтворени в различни видове масла. Използват се основно в живописта. Като „носител“ на пигментите се използват ленено, маково, слънчогледово, орехово и др. масла. Обикновено се продават в метални туби.
Поради гъстотата им маслените бои обикновено се използват с разредители, най-често терпентин. Степента на разреждане на боите предопределя плътността на покриваемост. В най-разредена форма и при маслените бои се използва терминът „акварелна техника“. При неразредени бои и при по-дебело покритие (което може да достигне няколко милиметра) е налице „релефна техника“.
Живописта с маслени бои се отличава от тази с темперни или акрилни бои най-вече по дългия период на съхнене на творбата. По тази причина маслените бои се считат за една от най-сложните и скъпи техники в живописта. Освен това използването им технологично предпоставя покриването на картинната повърхност (платно, дърво) с някаква основа, наречена грунд.
Маслените бои се отличават с дълготрайност и доброто съхранение и дълбочината на цветния тон. Маслени бои се използват и за битови цели, най-често на основа на ленено масло.